# Covurlui, Leova
Covurlui este un sat din raionul Leova, Republica Moldova.

## Demografie

### Structura etnică
Structura etnică a localității conform recensământului populației din 2004:
| Grup etnic                                               | Populație | % Procentaj  |
| -------------------------------------------------------- | --------- | ------------ |
| Băștinași declarați Moldoveni Băștinași declarați Români | 1551 19   | 98,73% 1,21% |
| Ruși                                                     | 0         | 0%           |
| Total                                                    | 1571      |              |

## Administrație și politică
Componența Consiliului local Covurlui (9 consilieri), ales la 5 noiembrie 2023, este următoarea:
|  | Partid                           | Consilieri | Componență | Componență | Componență | Componență | Componență | Componență | Componență | Componență | Componență |
|  | -------------------------------- | ---------- | ---------- | ---------- | ---------- | ---------- | ---------- | ---------- | ---------- | ---------- | ---------- |
|  | Partidul Acțiune și Solidaritate | 9          |            |            |            |            |            |            |            |            |            |